# 嵬名仁禮
嵬名仁禮（?—?），西夏宗室，夏惠宗朝臣嵬名景思的儿子。
嵬名仁禮通晓蕃汉文字，才思敏捷、会歌咏。历任秘书监、河南轉運使。元德二年（1120年）十一月，封舒王。嵬名仁礼在韋州監軍，私受吏民錢財，兄長嵬名仁忠寫信責備他，曉諭為官正道，他歸還了所受的財物。嵬名仁禮死後，家無餘糧，嵬名仁忠以俸祿供給弟弟家。